# Hamatoplectris caracana
Hamatoplectris caracana är en skalbaggsart som beskrevs av Frey 1969. Hamatoplectris caracana ingår i släktet Hamatoplectris och familjen Melolonthidae. Inga underarter finns listade i Catalogue of Life.